# Harpa paraguaia

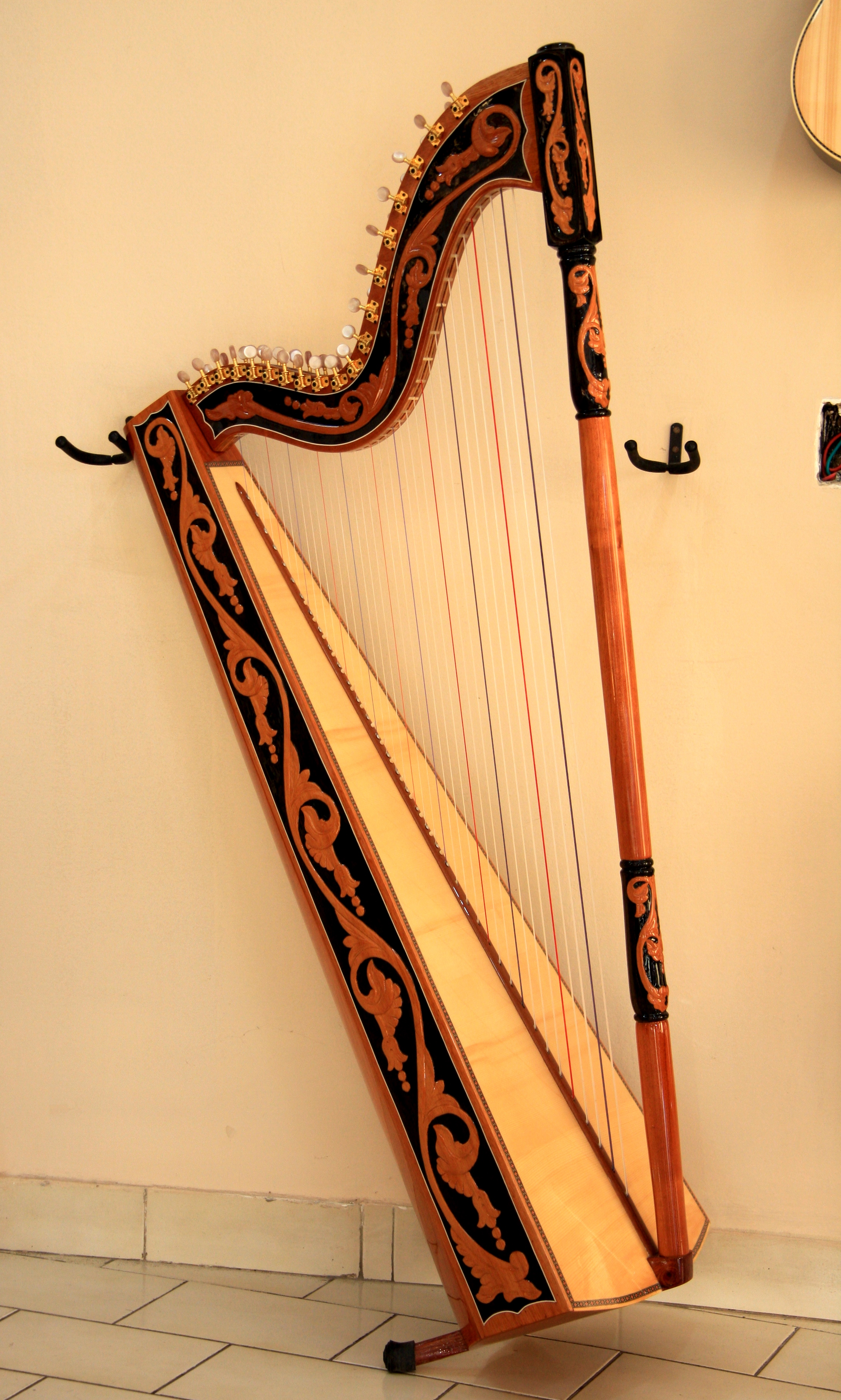
Harpa paraguaia.

A harpa paraguaia é um instrumento musical típico do Paraguai e similar a outros instrumentos da América do Sul, particularmente da Venezuela.
É uma harpa diatônica com 32, 36, 38 ou 40 cordas,  feita com madeira tropical, com um exagerado arco de pescoço e tocada com as unhas e dedos. É comum na execução de músicas da língua guarani e recebeu a influência da música espanhola.

## Histórico
A harpa chegou ao Paraguai pelos jesuítas e suas missões religiosas. A música, como instrumento de evangelização, é parte do conjunto de ferramentas culturais e tecnológicas e, no contexto da missão religiosa, a harpa paraguaia foi empregada. O resultado foi uma mescla de tradições ao aliar o recurso musical europeu com outras tradições, especialmente dos índios guaranis.
Houve algumas modificações em quase de 500 anos de desenvolvimento do instrumento. Antes das cordas serem de náilon, as cordas mais baixas eram feitas de couro do ventre de cavalos e as cordas mais altas, de aço.
Possibilita tons claros, cálidos e muito distintos. É adequado para arpejos, glissandos e acordes de oitavas, terças e sextas.
O instrumento tornou-se mundialmente conhecido no século XX graças ao músico paraguaio Luis Bordon, um de seus maiores solistas, a quem deu à ela técnicas e arranjos mais arrojados. 